# Buttergasse (Magdeburg)

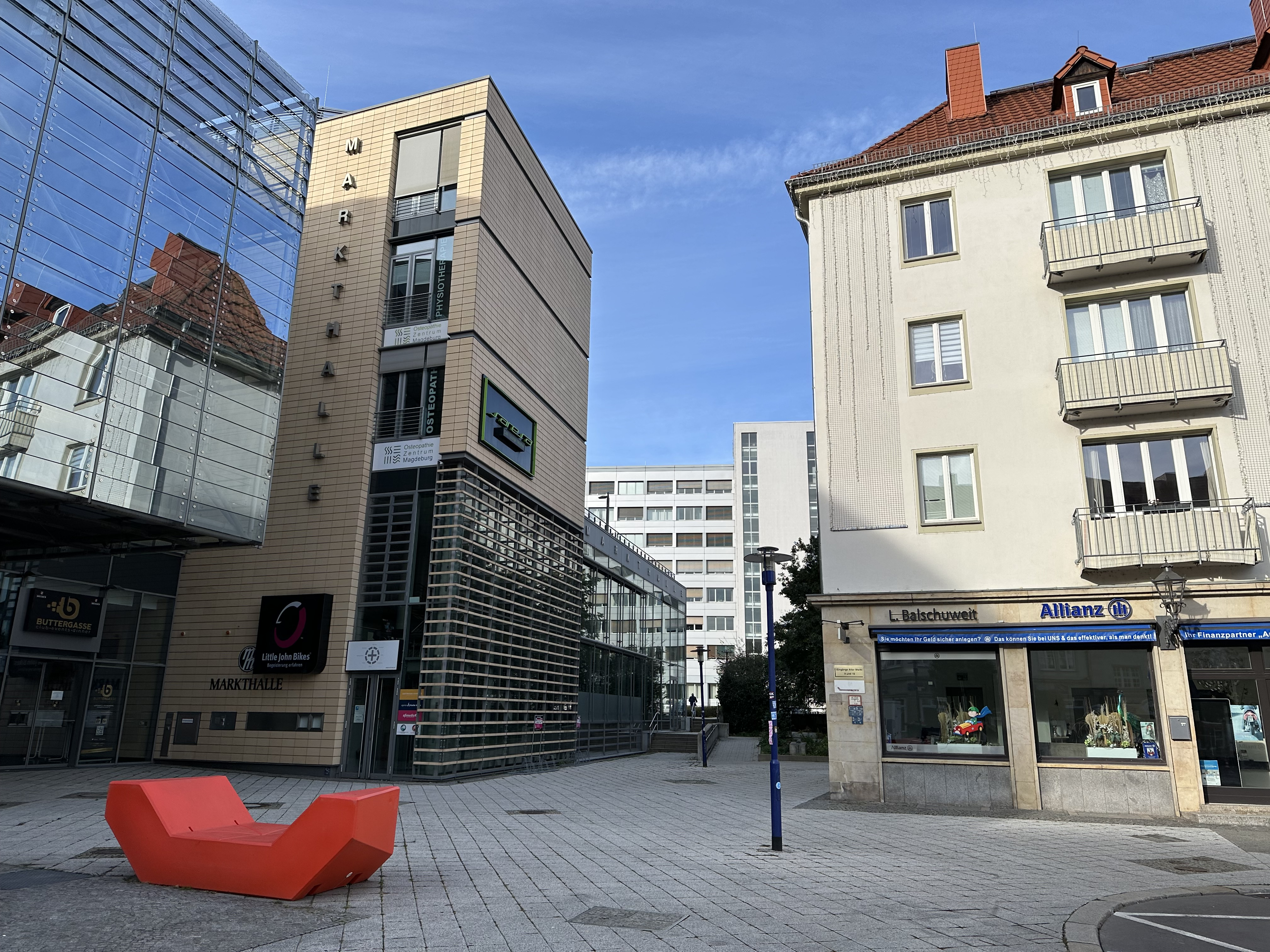
Buttergasse, Blick vom Alten Markt aus südöstlicher Richtung, 2023

Die Buttergasse ist eine Straße in Magdeburg im heutigen Sachsen-Anhalt. Aktuell ist sie jedoch offiziell nicht benannt.

## Lage und Verlauf
Die kurze Straße befindet sich im Zentrum der Magdeburger Altstadt. Sie geht an der nordwestlichen Ecke des Alten Markts nach Norden ab, wo sie nach kurzem Verlauf an einem Parkplatz endet. Westlich verläuft die Schwertfegergasse parallel.
Aktuell bestehen keine Hausnummern. Die angrenzenden Häuser gehören zum Alten Markt. Historisch begann die Nummerierung mit der Nummer 1 auf der Ostseite, wobei der größte Teil der Ostseite zum Eckhaus Alter Markt 24 gehörte. Erst recht weit nördlich befand sich die Nummer 1, gefolgt von den Nummern 2 und 3. Dann mündete die Buttergasse auf die Straße Katzensprung. Gegenüberliegend auf der Westseite befanden sich die Nummern 4a und 4 sowie dann nach Süden aufsteigend die weiteren Grundstücke bis zur 8. Darauf folgte das bereits wieder zum Alten Markt gehörende Eckhaus Alter Markt 25.

## Geschichte

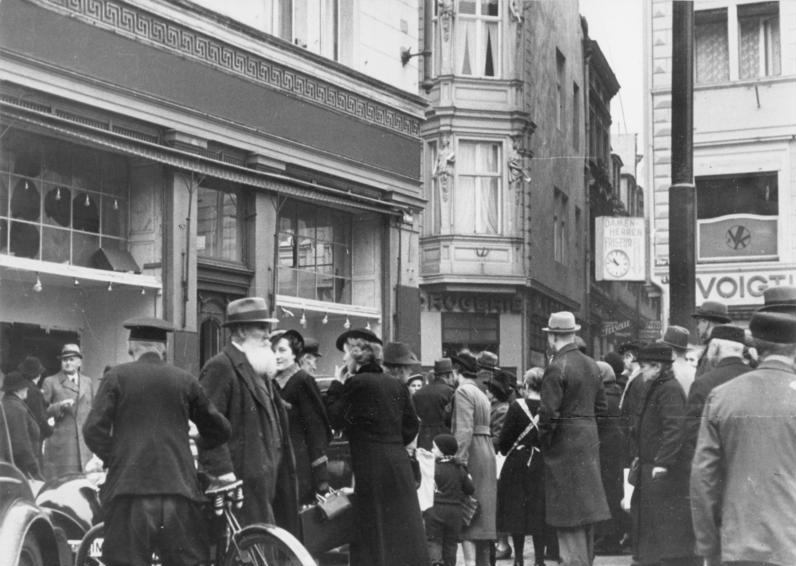
Blick nach der Reichspogromnacht im November 1938 auf den Beginn der Buttergasse, links ein zerstörtes jüdisches Geschäft am Alten Markt

Die Gasse an sich bestand zumindest schon in der zweiten Hälfte des 12. Jahrhunderts. In dieser Zeit gab es bereits eine Pflasterung, die schon vor der Errichtung der Halle an der Buttergasse bestand. Bei archäologischen Ausgrabungen wurden in diesem Pflaster Wagenspuren mit einer Spurbreite von 1,10 Metern sowie ein bronzener romanischer Schreibgriffel gefunden. Der Schreibgriffel wurde auf das 12. Jahrhundert datiert.  Die Breite der Straße betrug von Hauswand zu Hauswand lediglich 3,70 Meter. Im Mittelalter wies die Gasse kein Gefälle auf, 1960 bestand ein von Norden nach Süden abfallender Höhenunterschied von 0,75 Metern.
Der Name Buttergasse ergab sich aus dem Umstand, dass sich an Markttagen die Butterstände an der Einmündung der Gasse auf den Alten Markt befanden. Eine erste urkundliche Erwähnung des Namens liegt aus dem Jahr 1698 vor. Amtlich wurde der Name 1755 im Zuge der Anbringung von Straßenschildern festgelegt. Zuvor wurde dieser Bereich zur Schwertfegerstraße gezählt. Die Häuser wurden daher im 17. Jahrhundert häufig als im Schwertfegen gelegen bezeichnet. Da sich hinter der Westseite der Straße historisch einmal der von Fleischern genutzte Fleischscharren lag, war auch die Bezeichnung als bei oder hinter dem Alten Fleischscharren gebräuchlich. Das südwestliche Eckhaus (Alter Markt 25) war zeitweise das Innungshaus der Gerber, woraus sich die ebenfalls gebräuchliche Bezeichnung Zum Lederhof ableitete.
Während des Zweiten Weltkriegs wurde der Bereich stark zerstört. 1948 erfolgte eine Enttrümmerung der Gasse durch die Neuaufbau AG.

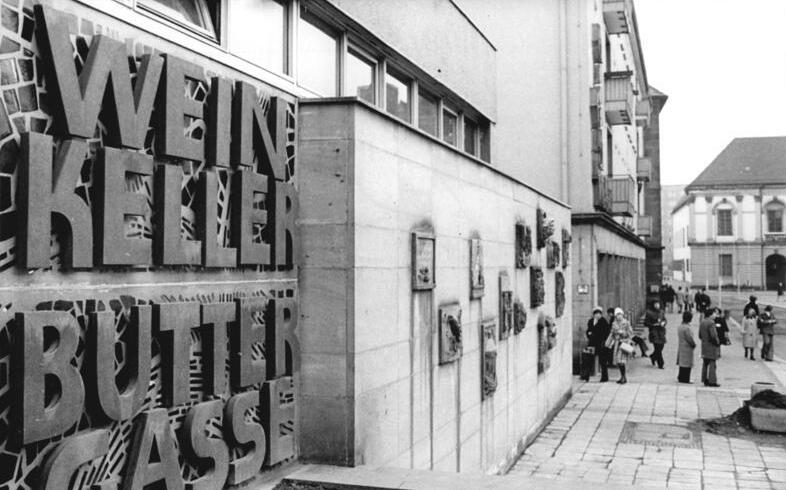
Hauszeichenwand, 1976

 Im Zuge des sich in der Zeit der DDR nicht an die gewachsene Stadtstruktur haltenden Wiederaufbaus der Stadt, wurde die Buttergasse aufgegeben. Eine mit historischen Hauszeichen geschmückte Wand entstand am Eingang zur Buttergasse, die nur unbenannt als Durchgang westlich des Hauses Alter Markt 9 bestehen blieb. Die bei den Aufräumarbeiten an der Westseite der Gasse gefundene historische Halle an der Buttergasse wird häufig einfach Buttergasse genannt. Der Hallenbau erstreckt sich unter der kompletten Westseite der Buttergasse von der historischen Nummer 4 im Norden bis zum Alten Markt.
2002 wurde die Westseite der Gasse neu bebaut. In diesem Zusammenhang wurde die Mauer entfernt und die Hauszeichen in das etwas weiter westlich befindliche Haus Alter Markt 13 umgesetzt. Mit der Entfernung der Mauer wurde die fußläufige Verbindung nach Norden wieder hergestellt. Eine Wiederbenennung der Gasse unterblieb jedoch.
2001 wurde auf der Ostseite der Gasse zur Erinnerung an die Verbindung des Moritzklosters zur Stadt Oberwesel eine Eiche gepflanzt. Ein 2024 gestellter Antrag der Ratsfraktion Grüne/future! auf Wiederbenennung der Buttergasse scheiterte am 13. Februar 2025 im Stadtrat. Es sollte stattdessen nur ein Zusatzschild auf die Historie der Gasse verweisen. Die Umsetzung des Beschlusses mit öffentlichen Mitteln wurde jedoch seitens der Stadtverwaltung abgelehnt.

## (Historische) Häuser der Buttergasse
Nachfolgend werden die Grundstücke der Buttergasse tabellarisch aufgeführt. Dabei werden sowohl die aktuellen Grundstücke als auch ggf. davon abweichende historische Grundstücke benannt. Soweit diese sich überschneiden, sind sie ungefähr räumlich zugeordnet. Historische Grundstücksnummern sind dabei mit (alt) gekennzeichnet.
| Hausnummer                                                       | Name                                              | Bemerkungen | Bild                       |
| ---------------------------------------------------------------- | ------------------------------------------------- | --- | -------------------------- |
| Alter Markt 9, 10 (alt: Alter Markt 24)                          |                                                   | Giebelseite des in der Zeit der DDR errichteten Hauses Alter Markt 9, 10. Am Giebel befindet sich das Hauszeichen des Hauses Zum wilden Mann. | Hauszeichen Wilder Mann    |
| ohne Nummer                                                      |                                                   | Zur Erinnerung an die Verbindung des Moritzklosters zur Stadt Oberwesel wurde 2001 eine Eiche gepflanzt. Vor der Eiche befindet sich eine künstlerisch mit Weintraube und -Laub gestaltete Inschriftentafel, die den Anlass der Pflanzung erläutert. | Eiche                      |
| 1 (alt)                                                          |                                                   | Es wird vermutet, dass im Jahr 1631 Georg Hermannus Eigentümer des Hauses war. Wohl infolge der Zerstörung Magdeburgs im Jahr 1631 hatte die Stätte dann keinerlei Mauerwerk mehr. Besitzer war der Schneider Heinrich Wolter. Seine Erben waren jedoch unbekannt, so dass man die Stätte 1651 für 120 Taler an den Bortenwirker Christoph Kirchhof veräußerte. Er verschenkte sie 1662 an seinen Stiefsohn, den Bortenwirker Heinrich Peters, der ein Haus errichtete. Seine Erben verkauften es 1692 für 560 Taler an seinen Schwiegersohn, den Bortenwirker Johann Kalvör, dem es bis 1727 gehörte. |                            |
| 2 (alt)                                                          |                                                   | 1631 gehörte das Haus dem Schuster Daniel Konrad (auch Kunrath). Auf ihn folgte die Salzgrete. In der Zeit bis 1651 erwarb die Stelle der Seiler Matthias Wildenheim, der auch Eigentümer der benachbarten Nummer 3 war. Sein Sohn, der Seiler Hans Wildenheim, lebte 1652 im Keller. In späteren Jahren wurde auf den Grundstücken Nummer 2 und 3 ein Haus errichtet, in dem 1662 der Seiler Christoph Ahl (auch Ahle) wohnte. Er hatte die Witwe von Hans Wildenheim geheiratet. Christoph Ahl erwarb das Haus dann 1681 von seinen Stiefsöhnen für 450 Taler, verstarb aber noch im selben Jahr. Neue Nachrichten sind dann erst wieder ab 1709 überliefert. Zu diesem Zeitpunkt gehörte es dem Nadler Hans Daniel Holtze (auch Holste). Er teilte das Grundstück wieder. Die Nummer 2 verkaufte er 1715 für 600 Taler an den Strumpfstricker Christian Schermbeck. 1721 erwarb es Johann Georg Krahmer für 625 Taler. |                            |
| 3 (alt)                                                          |                                                   | Möglicherweise gehörte das Haus 1631 dem Ledertauer Simon Arnd. 1642 veräußerte sein Schwiegersohn, Jakob Rinow aus Kalbe, das möglicherweise mit einem Haus bebaute Grundstück für 255 Taler an Matthias Wildenheim, dem auch die Nummer 2 gehörte. Bis 1715 blieben die Grundstücke vereint (siehe Nummer 2). Zumindest ab 1709 gehörte das Grundstück dem Nadler Hans Daniel Holtze, der es auch nach der Teilung von 1715 behielt. |                            |
| Alter Markt 13, 14 (alt: Alter Markt 25 und Buttergasse 4 bis 8) | Markthalle Magdeburg und Halle an der Buttergasse | siehe Hauptartikel | Markthalle Magdeburg, 2023 |
| 4 (alt) heute: Alter Markt 14                                    |                                                   | 1631 und 1652 wurde Heinrich Michel als Eigentümer geführt. In späterer Zeit erwarb es die Lohgerberinnung, die die gesamte Westseite der Gasse mit ihrem Innungshaus Alter Markt 25 vereinigte, die Grundstücke aber wüst liegen ließ. Auf Intervention der Regierung bebaute die Innung die Grundstücke dann in der Zeit von 1692 bis 1714. In der Zeit der Innung wurde es als Haus Nummer 4 der Innung geführt. Im Jahr 1734 wurde die gesamte Häuserzeile gemeinsam mit dem Innungshaus verkauft. Ab 1764 erfolgte der Verkauf der einzelnen Häuser. Die Nummer 4 wurde dabei 1764 mit der Nummer 5 vereint, jedoch nach 1800 wieder getrennt. |                            |
| 5 (alt) heute: Alter Markt 14                                    |                                                   | In den Jahren 1631 und 1651 wurde Hans Heinrich Junge als Eigentümer geführt. Das weitere Schicksal entsprach dem der Nummer 4. In der Zeit der Innung wurde es als Haus Nummer 3 der Innung geführt. Von dem Keller dieses Grundstücks aus begann 1948 die Ausgrabung der Halle an der Buttergasse. |                            |
| 6 (alt) heute: Alter Markt 13, 14                                |                                                   | 1631 und 1651 war Andreas Müller (auch Möller) Eigentümer. Zum weiteren Schicksal siehe Nummer 4, wobei in der Zeit der Innung das Haus als Haus Nummer 2 der Innung geführt wurde. |                            |
| 7 (alt) heute: Alter Markt 13                                    |                                                   | 1631 und 1651 gehörte es Moritz Kort (auch Corth). Zum weiteren Schicksal siehe Nummer 4, wobei in der Zeit der Innung das Haus als Haus Nummer 1 der Innung geführt wurde. |                            |
| 8 (alt) heute: Alter Markt 13                                    |                                                   | Schon in der Zeit vor 1631 und noch bis in die Zeit nach 1764 gehörte das Grundstück mit zum südlich angrenzenden Eckhaus Alter Markt 25, dem Innungshaus der Lohgerber. |                            |